# Wereldkampioenschap superbike van Brands Hatch 2003
Het wereldkampioenschap superbike van Brands Hatch 2003 was de negende ronde van het wereldkampioenschap superbike en de achtste ronde van het wereldkampioenschap Supersport 2003. De races werden verreden op 27 juli 2003 op Brands Hatch nabij West Kingsdown, Verenigd Koninkrijk.

## Superbike

### Race 1
| Pos | Nr  | Rijder               | Constructeur | Rondes | Tijd                | Grid | Punten |
| --- | --- | -------------------- | ------------ | ------ | ------------------- | ---- | ------ |
| 1   | 67  | Shane Byrne          | Ducati       | 25     | 36:25.400           | 3    | 25     |
| 2   | 100 | Neil Hodgson         | Ducati       | 25     | +5.799              | 11   | 20     |
| 3   | 9   | Chris Walker         | Ducati       | 25     | +5.918              | 2    | 16     |
| 4   | 55  | Régis Laconi         | Ducati       | 25     | +6.808              | 4    | 13     |
| 5   | 62  | Sean Emmett          | Ducati       | 25     | +9.663              | 7    | 11     |
| 6   | 52  | James Toseland       | Ducati       | 25     | +9.926              | 8    | 10     |
| 7   | 10  | Gregorio Lavilla     | Suzuki       | 25     | +10.370             | 13   | 9      |
| 8   | 60  | Michael Rutter       | Ducati       | 25     | +32.465             | 5    | 8      |
| 9   | 7   | Pierfrancesco Chili  | Ducati       | 25     | +32.724             | 10   | 7      |
| 10  | 64  | Yukio Kagayama       | Suzuki       | 25     | +36.218             | 17   | 6      |
| 11  | 89  | Dean Ellison         | Ducati       | 25     | +45.798             | 14   | 5      |
| 12  | 33  | Juan Borja           | Ducati       | 25     | +52.302             | 23   | 4      |
| 13  | 5   | Ivan Clementi        | Kawasaki     | 25     | +53.241             | 16   | 3      |
| 14  | 99  | Steve Martin         | Ducati       | 25     | +54.176             | 18   | 2      |
| 15  | 6   | Mauro Sanchini       | Kawasaki     | 25     | +1:09.534           | 21   | 1      |
| 16  | 39  | Alessandro Gramigni  | Yamaha       | 25     | +1:11.592           | 20   |        |
| 17  | 8   | James Haydon         | Petronas     | 25     | +1:30.467           | 22   |        |
| 18  | 38  | Giancarlo De Matteis | Ducati       | 24     | +1 ronde            | 29   |        |
| 19  | 26  | Luca Pedersoli       | Ducati       | 24     | +1 ronde            | 28   |        |
| DNF | 4   | Troy Corser          | Petronas     | 22     | Uitgevallen         | 12   |        |
| DNF | 11  | Rubén Xaus           | Ducati       | 15     | Uitgevallen         | 6    |        |
| DNF | 20  | Marco Borciani       | Ducati       | 13     | Uitgevallen         | 15   |        |
| DNF | 90  | Leon Haslam          | Ducati       | 13     | Uitgevallen         | 9    |        |
| DNF | 61  | John Reynolds        | Suzuki       | 11     | Uitgevallen         | 1    |        |
| DNF | 16  | Sergio Fuertes       | Suzuki       | 11     | Uitgevallen         | 24   |        |
| DNF | 19  | Lucio Pedercini      | Ducati       | 9      | Uitgevallen         | 19   |        |
| DNF | 91  | Walter Tortoroglio   | Honda        | 9      | Uitgevallen         | 26   |        |
| DNF | 40  | Nick Medd            | Ducati       | 7      | Uitgevallen         | 25   |        |
| DNF | 23  | Jiří Mrkývka         | Ducati       | 3      | Uitgevallen         | 27   |        |
| DNQ | 95  | Redamo Assirelli     | Yamaha       | 0      | Niet gekwalificeerd |      |        |

### Race 2
| Pos | Nr  | Rijder               | Constructeur | Rondes | Tijd                | Grid | Punten |
| --- | --- | -------------------- | ------------ | ------ | ------------------- | ---- | ------ |
| 1   | 67  | Shane Byrne          | Ducati       | 25     | 36:25.639           | 3    | 25     |
| 2   | 61  | John Reynolds        | Suzuki       | 25     | +0.539              | 1    | 20     |
| 3   | 52  | James Toseland       | Ducati       | 25     | +2.891              | 8    | 16     |
| 4   | 11  | Rubén Xaus           | Ducati       | 25     | +4.862              | 6    | 13     |
| 5   | 100 | Neil Hodgson         | Ducati       | 25     | +5.804              | 11   | 11     |
| 6   | 10  | Gregorio Lavilla     | Suzuki       | 25     | +9.493              | 13   | 10     |
| 7   | 7   | Pierfrancesco Chili  | Ducati       | 25     | +16.049             | 10   | 9      |
| 8   | 55  | Régis Laconi         | Ducati       | 25     | +17.771             | 4    | 8      |
| 9   | 64  | Yukio Kagayama       | Suzuki       | 25     | +29.290             | 17   | 7      |
| 10  | 90  | Leon Haslam          | Ducati       | 25     | +31.484             | 9    | 6      |
| 11  | 39  | Alessandro Gramigni  | Yamaha       | 25     | +1:02.420           | 20   | 5      |
| 12  | 89  | Dean Ellison         | Ducati       | 25     | +1:02.453           | 14   | 4      |
| 13  | 5   | Ivan Clementi        | Kawasaki     | 25     | +1:02.749           | 16   | 3      |
| 14  | 20  | Marco Borciani       | Ducati       | 25     | +1:03.308           | 15   | 2      |
| 15  | 6   | Mauro Sanchini       | Kawasaki     | 25     | +1:07.499           | 21   | 1      |
| 16  | 19  | Lucio Pedercini      | Ducati       | 25     | +1:16.220           | 19   |        |
| 17  | 16  | Sergio Fuertes       | Suzuki       | 24     | +1 ronde            | 24   |        |
| DNF | 60  | Michael Rutter       | Ducati       | 21     | Ongeluk             | 5    |        |
| DNF | 33  | Juan Borja           | Ducati       | 17     | Uitgevallen         | 23   |        |
| DNF | 9   | Chris Walker         | Ducati       | 14     | Ongeluk             | 2    |        |
| DNF | 40  | Nick Medd            | Ducati       | 13     | Uitgevallen         | 25   |        |
| DNF | 23  | Jiří Mrkývka         | Ducati       | 9      | Uitgevallen         | 27   |        |
| DNF | 91  | Walter Tortoroglio   | Honda        | 8      | Uitgevallen         | 26   |        |
| DNF | 99  | Steve Martin         | Ducati       | 7      | Uitgevallen         | 18   |        |
| DNF | 26  | Luca Pedersoli       | Ducati       | 7      | Ongeluk             | 28   |        |
| DNF | 62  | Sean Emmett          | Ducati       | 6      | Uitgevallen         | 7    |        |
| DNF | 4   | Troy Corser          | Petronas     | 3      | Uitgevallen         | 12   |        |
| DNF | 8   | James Haydon         | Petronas     | 2      | Uitgevallen         | 22   |        |
| DNF | 38  | Giancarlo De Matteis | Ducati       | 1      | Ongeluk             | 29   |        |
| DNQ | 95  | Redamo Assirelli     | Yamaha       | 0      | Niet gekwalificeerd |      |        |

## Supersport
| Pos | Nr  | Rijder                   | Constructeur | Rondes | Tijd        | Grid | Punten |
| --- | --- | ------------------------ | ------------ | ------ | ----------- | ---- | ------ |
| 1   | 3   | Stéphane Chambon         | Suzuki       | 21     | 31:28.121   | 1    | 25     |
| 2   | 4   | Jurgen van den Goorbergh | Yamaha       | 21     | +7.045      | 5    | 20     |
| 3   | 116 | Sébastien Charpentier    | Honda        | 21     | +7.310      | 6    | 16     |
| 4   | 31  | Karl Muggeridge          | Honda        | 21     | +10.796     | 3    | 13     |
| 5   | 1   | Fabien Foret             | Kawasaki     | 21     | +12.081     | 2    | 11     |
| 6   | 7   | Chris Vermeulen          | Honda        | 21     | +14.390     | 4    | 10     |
| 7   | 93  | Christian Kellner        | Yamaha       | 21     | +14.509     | 8    | 9      |
| 8   | 8   | Jörg Teuchert            | Yamaha       | 21     | +14.693     | 13   | 8      |
| 9   | 2   | Katsuaki Fujiwara        | Suzuki       | 21     | +15.360     | 7    | 7      |
| 10  | 15  | Alessio Corradi          | Yamaha       | 21     | +22.659     | 10   | 6      |
| 11  | 9   | Iain MacPherson          | Honda        | 21     | +24.199     | 15   | 5      |
| 12  | 95  | Tom Sykes                | Yamaha       | 21     | +24.381     | 9    | 4      |
| 13  | 17  | Pere Riba                | Kawasaki     | 21     | +26.753     | 19   | 3      |
| 14  | 12  | Christophe Cogan         | Honda        | 21     | +27.416     | 18   | 2      |
| 15  | 23  | Broc Parkes              | Honda        | 21     | +31.475     | 16   | 1      |
| 16  | 22  | Stefano Cruciani         | Kawasaki     | 21     | +33.118     | 20   |        |
| 17  | 21  | Matthieu Lagrive         | Yamaha       | 21     | +34.676     | 11   |        |
| 18  | 18  | Robert Ulm               | Honda        | 21     | +39.929     | 17   |        |
| 19  | 86  | Barry Veneman            | Honda        | 21     | +43.675     | 23   |        |
| 20  | 75  | Jamie Robinson           | Yamaha       | 21     | +47.250     | 25   |        |
| 21  | 30  | Michael Laverty          | Honda        | 21     | +47.735     | 27   |        |
| 22  | 94  | Jan Hanson               | Honda        | 21     | +47.982     | 26   |        |
| 23  | 69  | Gianluca Nannelli        | Yamaha       | 21     | +50.888     | 21   |        |
| 24  | 77  | Thierry van den Bosch    | Yamaha       | 21     | +1:02.036   | 24   |        |
| DNF | 71  | Werner Daemen            | Honda        | 11     | Ongeluk     | 12   |        |
| DNF | 16  | Simone Sanna             | Yamaha       | 8      | Ongeluk     | 22   |        |
| DNF | 28  | Dean Thomas              | Honda        | 1      | Uitgevallen | 14   |        |

## Tussenstanden na wedstrijd

### Superbike
| Pos | Nr  | Rijder           | Team   | Punten |
| --- | --- | ---------------- | ------ | ------ |
| 1   | 100 | Neil Hodgson     | Ducati | 386    |
| 2   | 11  | Rubén Xaus       | Ducati | 246    |
| 3   | 52  | James Toseland   | Ducati | 227    |
| 4   | 55  | Régis Laconi     | Ducati | 208    |
| 5   | 10  | Gregorio Lavilla | Suzuki | 185    |

### Supersport
| Pos | Nr | Rijder                   | Team   | Punten |
| --- | -- | ------------------------ | ------ | ------ |
| 1   | 7  | Chris Vermeulen          | Honda  | 141    |
| 2   | 4  | Jurgen van den Goorbergh | Yamaha | 104    |
| 3   | 2  | Katsuaki Fujiwara        | Suzuki | 103    |
| 4   | 3  | Stéphane Chambon         | Suzuki | 100    |
| 5   | 93 | Christian Kellner        | Yamaha | 78     |

1993 · 1995 · 1996 · 1997 · 1998 · 1999 · 2000 (I) · 2000 (II) · 2001 · 2002 · 2003 · 2004 · 2005 · 2006 · 2007 · 2008